# Драфт НБА 1978
Драфт НБА 1978 року відбувся 9 червня. 22 команди Національної баскетбольної асоціації (НБА) по черзі вибирали найкращих випускників коледжів, а також інших кандидатів, офіційно зареєстрованих для участі в драфті, зокрема іноземців. Перші два права вибору належали командам, які посіли останні місця у своїх конференціях, а їхній порядок визначало підкидання монети. Індіана Пейсерз виграли підкидання монети і отримав перший загальний драфт-пік, а Канзас-Сіті Кінґс, які в результаті обміну отримав драфт-пік першого раунду від Нью-Дже́рсі Нетс, - другий. Потім перед драфтом Пейсерз в результаті обміну передали своє право першого вибору до Портленд Трейл-Блейзерс. Решту драфт-піків першого раунду команди дістали у зворотньому порядку до їхнього співвідношення перемог до поразок у сезоні 1977–1978. Гравець, який завершував четвертий рік у коледжі отримував право на участь у драфті. Перед драфтом п'ятьох гравців, які завершили менш як чотири роки навчання, оголосили такими, що можуть бути вибрані на драфті за правилом "hardship". Ці гравці подали заяви і надали докази свого важкого фінансового становища, що дало їм право заробляти собі гроші, розпочавши професійну кар'єру раніше. До початку сезону Баффало Брейвз переїхали до Сан-Дієго і змінили назву на Сан-Дієго Кліпперс. Драфт складався з 10-ти раундів, на яких вибирали 202 гравців.

## Нотатки щодо виборів на драфті і кар'єр деяких гравців
Портленд Трейл-Блейзерс обрали під загальним першим номером Майкла Томпсона з Університету Міннесоти. Томпсон, який народився на Багамах, став першим обраним на драфті під першим загальним номером. Канзас-Сіті Кінґс обрали під другим загальним номером Філа Форда з Університету Північної Кароліни. Він став у тому сезоні новачком року і його обрали до другої Збірної всіх зірок. Бостон Селтікс обрали під шостим номером Ларрі Берда з Державного університету Індіани, якому залишалося навчатися ще рік. Однак він вибрав можливість завершити навчання, перед тим як розпочав грати в НБА в сезоні 1978–1979. Він виграв звання новачка року і вже тому сезоні його обрали і до складу Збірної всіх зірок і на Матч усіх зірок. Берд провів усю свою 13-річну кар'єру в складі Селтікс і став триразовим Чемпіоном НБА. Також він тричі підряд вигравав звання найціннішого гравця НБА і двічі - найціннішого гравця фіналу НБА. Його 10 разів обирали до складу Збірної всіх зірок і 13 разів підряд на Гру всіх зірок. For his achievements, he has been inducted to the Basketball Hall of Fame. Також Берда внесли до списку 50 найвизначніших гравців в історії НБА оголошеного 1996 року на 50-річчя НБА. Після завершення ігрової кар'єри Берд став тренером Індіани Пейсерз на три сезони, привівши їх до фіналу НБА. Також він виграв звання тренера року в сезоні 1997–1998.

## Драфт

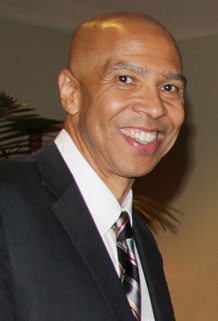
Портленд Трейл-Блейзерс обрали Майкла Томпсона під першим загальним номером.

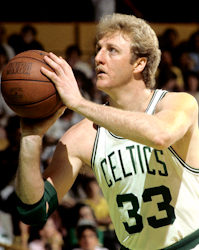
Бостон Селтікс обрали Ларрі Берда під шостим загальним номером.

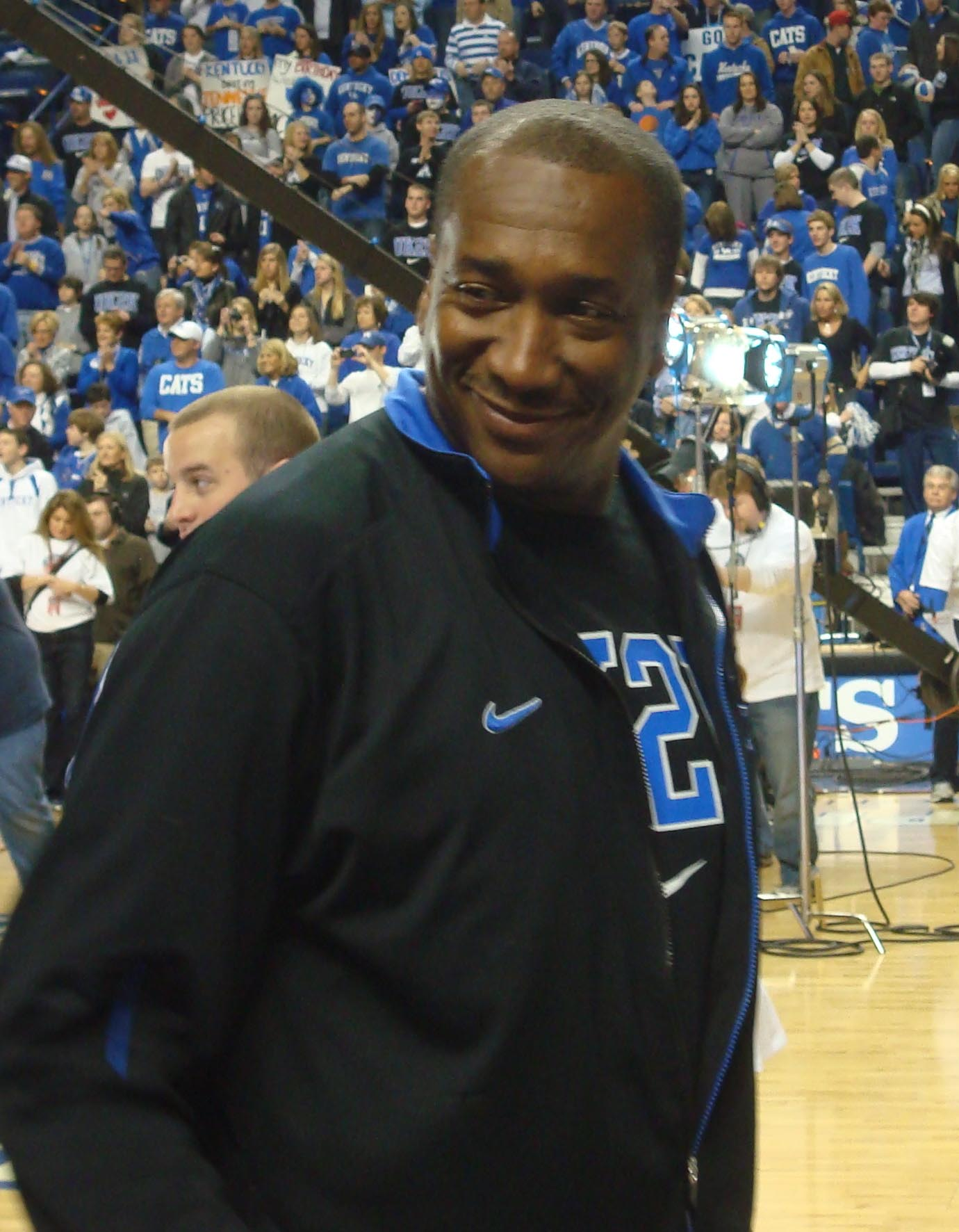
Атланта Гокс обрали Джека Гівенса (ліворуч) під 16-им загальним номером.

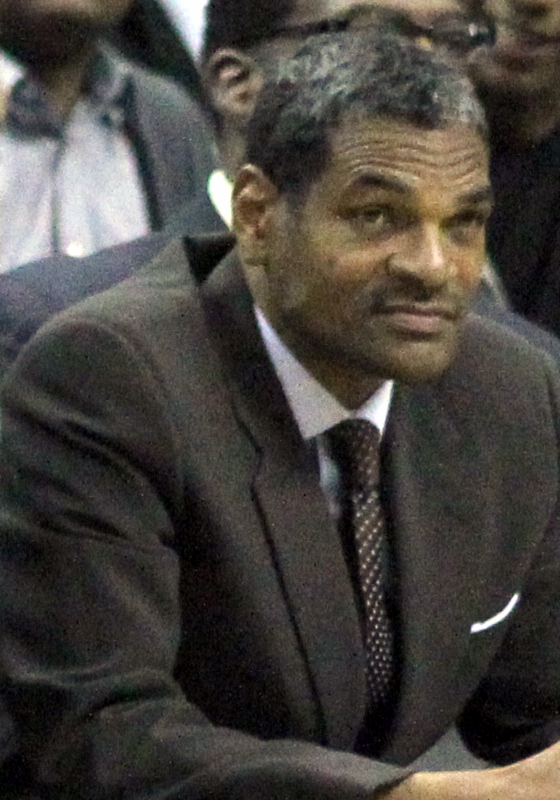
Філадельфія Севенті-Сіксерс обрали Моріса Чікса (праворуч) під 36-м загальним номером.

| Поз.    | G        | F       | C         |
| Позиція | Захисник | Форвард | Центровий |

| ^ | Позначає гравців, обраних у Баскетбольну залу слави Нейсміта                     |
| + | Позначає гравців, які взяли участь принаймні в одній грі матчу всіх зірок НБА    |
| x | Позначає гравців, які принаймні один раз потрапили до Збірної всіх зірок НБА     |
| # | Позначає гравців, які жодного разу не грали в регулярному сезоні НБА або плей-оф |

| Раунд | Вибір | Гравець              | Поз. | Громадянство      | Команда НБА                                                   | Коледж/Клуб                     |
| ----- | ----- | -------------------- | ---- | ----------------- | ------------------------------------------------------------- | ------------------------------- |
| 1     | 1     | Майкл Томпсон        | F/C  | Багамські Острови | Портленд Трейл-Блейзерс [a]                                   | Міннесота (Ср.)                 |
| 1     | 2     | Філ Фордx            | G    | США               | Канзас-Сіті Кінґс (від Нью-Джерсі)[b]                         | Північна Кароліна (Ср.)         |
| 1     | 3     | Рік Роубі            | F/C  | США               | Індіана Пейсерз (від Баффало через Портленд)[a]               | Кентуккі (Ср.)                  |
| 1     | 4     | Майкл Рей Річардсон+ | G/F  | США               | Нью-Йорк Нікс (від Х'юстон через Баффало і Нью-Джерсі)[c]     | Монтана (Ср.)                   |
| 1     | 5     | Первіс Шорт          | G/F  | США               | Голден-Стейт Ворріорс (від Канзас-Сіті через Лос-Анджелес)[d] | Джексон Стейт (Ср.)             |
| 1     | 6     | Ларрі Берд^          | F    | США               | Бостон Селтікс                                                | Індіана Стейт (Дж.)1[›]         |
| 1     | 7     | Рон Бруер            | G    | США               | Портленд Трейл-Блейзерс (від Детройт через Сіетл)[e]          | Арканзас (Ср.)                  |
| 1     | 8     | Фрімен Вільямс       | G/F  | США               | Бостон Селтікс (від Нью-Орлінс через Лос-Анджелес)[f]         | Портленд Стейт (Ср.)            |
| 1     | 9     | Реджі Теус+          | G    | США               | Чикаго Буллз                                                  | УНВЛ (Дж.)                      |
| 1     | 10    | Бутч Лі              | G    | Пуерто-Рико       | Атланта Гокс                                                  | Маркетт (Ср.)                   |
| 1     | 11    | Джеймс Гарді         | F/C  | США               | Нью-Орлінс Джаз (від Голден-Стейт)[g]                         | Сан-Франциско (Дж.)             |
| 1     | 12    | Джордж Джонсон       | F/C  | США               | Мілвокі Бакс (від Клівленд)[h]                                | Сент Джонс (Ср.)                |
| 1     | 13    | Вінфорд Бойнс        | G/F  | США               | Нью-Дже́рсі Нетс (від Нью-Йорк)[c]                             | Сан-Франциско (Дж.)             |
| 1     | 14    | Роджер Феглі         | G/F  | США               | Вашингтон Буллетс                                             | Бредлі (Ср.)                    |
| 1     | 15    | Майк Мітчелл+        | F    | США               | Клівленд Кавальєрс (від Мілвокі)[i]                           | Оберн (Ср.)                     |
| 1     | 16    | Джек Гівенс          | G/F  | США               | Атланта Гокс (від Лос-Анджелес через Нью-Орлінс)[f]           | Кентуккі (Ср.)                  |
| 1     | 17    | Род Гріффін#         | F    | США               | Денвер Наггетс (від Сіетл)[j]                                 | Вейк Форест (Ср.)               |
| 1     | 18    | Дейв Корзін          | C    | США               | Вашингтон Буллетс (від Денвер)[k]                             | Де Пол (Ср.)                    |
| 1     | 19    | Марті Бернс          | F    | США               | Фінікс Санз                                                   | Сірак'юс (Ср.)                  |
| 1     | 20    | Френкі Сандерс       | G/F  | США               | Сан-Антоніо Сперс                                             | Саутерн (Дж.)                   |
| 1     | 21    | Майк Еванс           | G    | США               | Денвер Наггетс (від Філадельфія)[l]                           | Канзас Стейт (Ср.)              |
| 1     | 22    | Реймонд Таунсенд     | G    | США               | Голден-Стейт Ворріорс (від Портленд)[m]                       | УКЛА (Ср.)                      |
| 2     | 23    | Террі Тайлер         | G/F  | США               | Детройт Пістонс (від Нью-Джерсі)                              | Детройт (Ср.)                   |
| 2     | 24    | Кіт Геррон           | G/F  | США               | Портленд Трейл-Блейзерс (від Баффало через Атланта)           | Вілланова (Ср.)                 |
| 2     | 25    | Рік Вілсон           | G    | США               | Атланта Гокс (від Х'юстон)                                    | Луїсвілл (Ср.)                  |
| 2     | 26    | Рон Картер           | G    | США               | Лос-Анджелес Лейкерс (від Канзас-Сіті)[d]                     | Військовий ін-т Вірджинії (Ср.) |
| 2     | 27    | Вейн Редфорд         | G    | США               | Індіана Пейсерз                                               | Індіана (Ср.)                   |
| 2     | 28    | Бастер Матені#       | F    | США               | Х'юстон Рокетс (від Бостон)                                   | Юта (Ср.)                       |
| 2     | 29    | Джон Лонг            | G/F  | США               | Детройт Пістонс                                               | Детройт (Ср.)                   |
| 2     | 30    | Джефф Джадкінс       | G/F  | США               | Бостон Селтікс (від Нью-Орлінс)                               | Юта (Ср.)                       |
| 2     | 31    | Марвін Джонсон#      | F    | США               | Чикаго Буллз                                                  | Нью-Мексико (Ср.)               |
| 2     | 32    | Джон Радд            | F    | США               | Нью-Йорк Нікс (від Атланта)                                   | Макніз Стейт (Ср.)              |
| 2     | 33    | Гаррі Девіс          | F    | США               | Клівленд Кавальєрс                                            | Флорида Стейт (Ср.)             |
| 2     | 34    | Грег Банч            | F    | США               | Нью-Йорк Нікс                                                 | Кал Стейт Фуллертон (Ср.)       |
| 2     | 35    | Томмі Грін           | G    | США               | Нью-Орлінс Джаз (від Голден-Стейт)                            | Саутерн (Ср.)                   |
| 2     | 36    | Моріс Чікс+          | G    | США               | Філадельфія Севенті-Сіксерс (від Мілвокі)                     | West Texas State (Ср.)          |
| 2     | 37    | Террі Сайкс#         | F    | США               | Вашингтон Буллетс                                             | Гремблінг Стейт (Ср.)           |
| 2     | 38    | Лу Массі#            | G    | США               | Лос-Анджелес Лейкерс                                          | ЮНК Шарлотт (Ср.)               |
| 2     | 39    | Джеймс Лі#           | F    | США               | Сіетл Суперсонікс                                             | Кентуккі (Ср.)                  |
| 2     | 40    | Вейн Купер           | F/C  | США               | Голден-Стейт Ворріорс (від Денвер)                            | Нью-Орлінс (Ср.)                |
| 2     | 41    | Джером Вайтгед       | F/C  | США               | Баффало Брейвз (від Фінікс)                                   | Маркетт (Ср.)                   |
| 2     | 42    | Кевен Макдональд#    | F    | США               | Сіетл Суперсонікс (від Сан-Антоніо)                           | Пенсильванія (Ср.)              |
| 2     | 43    | Гленн Гейган         | G    | США               | Філадельфія Севенті-Сіксерс                                   | Сейнт-Бонавенче (Ср.)           |
| 2     | 44    | Клемон Джонсон       | F/C  | США               | Портленд Трейл-Блейзерс                                       | Флорида A&M (Ср.)               |

## Інші вибори
Цих гравців на драфті НБА 1985 вибрали після другого раунду, але вони зіграли в НБА принаймні одну гру.

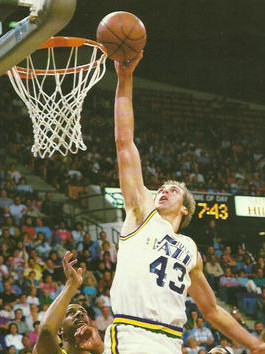
Нью-Йорк Нікс вибрали Марка Явароні під 55-м загальним номером.

| Раунд | Вибір | Гравець            | Поз. | Громадянство | Команда НБА                     | Коледж/Клуб                    |
| ----- | ----- | ------------------ | ---- | ------------ | ------------------------------- | ------------------------------ |
| 3     | 46    | Голліс Коупленд    | F    | США          | Денвер Наггетс (від Баффало)    | Ратгерс (Ср.)                  |
| 3     | 47    | Біллі Рей Бейтс    | G    | США          | Х'юстон Рокетс                  | Kentucky State (Ср.)           |
| 3     | 49    | Джефф Кук          | F/C  | США          | Канзас-Сіті Кінґс               | Айдахо Стейт (Ср.)             |
| 3     | 55    | Марк Явароні       | F    | США          | Нью-Йорк Нікс                   | Вірджинія (Ср.)                |
| 3     | 57    | Кенні Гіггс        | G    | США          | Клівленд Кавальєрс              | ЛСЮ(Ср.)                       |
| 3     | 59    | Пет Каммінгс       | F/C  | США          | Мілвокі Бакс                    | Цинциннаті (Ср.)               |
| 3     | 60    | Майкл Купер        | G/F  | США          | Лос-Анджелес Лейкерс            | Нью-Мексико (Ср.)              |
| 3     | 62    | Дейв Баттон        | C    | США          | Нью-Дже́рсі Нетс (від Денвер)    | Нотр-Дам (Ср.)                 |
| 3     | 63    | Джоел Крамер       | F/C  | США          | Фінікс Санз                     | Сан-Дієго Стейт (Ср.)          |
| 3     | 64    | Джеральд Гендерсон | G    | США          | Сан-Антоніо Сперс               | Вірджинія Коммонвелт (Ср.)     |
| 4     | 67    | Джекі Робінсон     | F    | США          | Х'юстон Рокетс (від Нью-Джерсі) | УНВЛ (Ср.)                     |
| 4     | 70    | Джефф Кромптон     | C    | США          | Канзас-Сіті Кінґс               | Північна Кароліна (Ср.)        |
| 4     | 80    | Отіс Говард        | F    | США          | Мілвокі Бакс                    | Остін Пії (Ср.)                |
| 4     | 81    | Лоренс Бостон      | F    | США          | Вашингтон Буллетс               | Меріленд (Ср.)                 |
| 4     | 84    | Волтер Джордан     | F    | США          | Нью-Дже́рсі Нетс (від Денвер)    | Пердью (Ср.)                   |
| 4     | 85    | Боб Міллер         | F    | США          | Фінікс Санз                     | Цинциннаті (Ср.)               |
| 4     | 87    | Бретт Вроман       | C    | США          | Філадельфія Севенті-Сіксерс     | УНВЛ (Ср.)                     |
| 5     | 96    | Дак Вільямс        | G    | США          | Нью-Орлінс Джаз                 | Нотр-Дам (Ср.)                 |
| 5     | 101   | Бабба Вілсон       | G    | США          | Голден-Стейт Ворріорс           | Західна Кароліна (Ср.)         |
| 5     | 104   | Карлос Террі       | G/F  | США          | Лос-Анджелес Лейкерс            | Winston-Salem State (Ср.)      |
| 5     | 105   | Ральф Дроллінгер   | C    | США          | Сіетл Суперсонікс               | УКЛА (Ср.)                     |
| 5     | 107   | Андре Вейкфілд     | G    | США          | Фінікс Санз                     | Лойола (Іллінойс) (Ср.)        |
| 5     | 110   | Клей Джонсон       | G    | США          | Портленд Трейл-Блейзерс         | Міссурі (Ср.)                  |
| 6     | 118   | Джон Даглас        | G    | США          | Нью-Орлінс Джаз                 | Канзас (Ср.)                   |
| 7     | 133   | Стен Пєткєвич      | G/F  | США          | Баффало Брейвз                  | Оберн (Ср.)                    |
| 7     | 146   | Кім Андерсон       | F    | США          | Мілвокі Бакс                    | Міссурі (Ср.)                  |
| 7     | 149   | Стів Малович       | C    | США          | Фінікс Санз                     | Сан-Дієго Стейт (Дж.)          |
| 8     | 157   | Ерл Еванс          | F    | США          | Детройт Пістонс                 | УНВЛ (Дж.)                     |
| 8     | 158   | Карл Кітпатрік     | C    | США          | Нью-Орлінс Джаз                 | Північно-Східна Луїзіана (Ср.) |
| 8     | 159   | Чаббі Кокс         | G    | США          | Чикаго Буллз                    | Сан-Франциско (Ср.)            |
| 10    | 190   | Рікі Вільямс       | G    | США          | Нью-Орлінс Джаз                 | Лонг-Біч Стейт (Ср.)           |

## Обміни
- a 1 2  8 червня 1978, Портленд Трейл-Блейзерс придбав драфт-пік першого раунду від Індіана Пейсерз в обмін на Джонні Девіса і драфт-пік третього раунду.[14] Перед тим Блейзерс придбали драфт-пік драфт-пік першого раунду 18 жовтня 1976, від Баффало Брейвз в обмін на Моузеса Мелоуна.[15] Блейзерс використали цей драфт-пік, щоб вибрати Майкла Томпсона. Пейсерз використали цей драфт-пік, щоб вибрати Ріка Робі.
- b  10 вересня 1976, Канзас-Сіті Кінґс придбали Джима Ікінса, Браяна Тейлора, а також драфт-піки першого раунду 1977 і 1978 років від Нью-Дже́рсі Нетс в обмін на Нейта Арчібальда.[16] Кінґс використали цей драфт-пік, щоб вибрати Філа Форда.
- c 1 2  8 червня 1978, Нью-Йорк Нікс придбав цей четвертий драфт-пік і драфт-пік першого раунду 1979 року від Нью-Дже́рсі Нетс в обмін на Філа Джексона, тринадцятий драфт-пік і відшкодування боргу Нікс 3,2 млн. доларів.[17][18] Перед тим Нетс придбав Джорджа Джонсона, цей драфт-пік і драфт-пік першого раунду 1979 року 1 вересня 1977, від Баффало Брейвз в обмін на Нейта Арчібальда.[16] Перед тим Брейвз придбали цей драфт-пік і драфт-пік першого раунду 1977 року 24 жовтня 1976, від Х'юстон Рокетс в обмін на Моузеса Мелоуна.[15] Нікс використали цей драфт-пік, щоб вибрати Майкла Рея Річардсона. Нетс використали цей драфт-пік, щоб вибрати Вінфорда Бойнса.
- d 1 2  14 вересня 1977, Голден-Стейт Ворріорс придбав драфт-пік першого раунду і грошову компенсацію від Лос-Анджелес Лейкерс. Обмін оформлено як компенсацію, коли Лейкерс підписали Джамала Вілкса 11 липня 1977.[19][20] Перед тим Лейкерс придбали Оллі Джонсона, цей драфт-пік і драфт-пік другого раунду 1 червня 1977, від Канзас-Сіті Кінґс в обмін на Люсіуса Аллена.[21] Ворріорз використали цей драфт-пік, щоб вибрати Первіса Шорта. Лейкерс використали цей драфт-пік, щоб вибрати Рона Картера.
- e  11 листопада 1977, Портленд Трейл-Блейзерс придбали драфт-пік першого раунду 1978 року і драфт-пік другого раунду 1979 року від Сіетл Суперсонікс в обмін на Воллі Вокера.[22] Перед тим Сонікс придбали цей драфт-пік 25 вересня 1975, від Детройт Пістонс в обмін на Арчі Кларка.[23] Блейзерс використали цей драфт-пік, щоб вибрати Рона Бруера.
- f 1 2  27 грудня 1977, Бостон Селтікс придбав Дона Чейні, Керміта Вашингтона і драфт-пік першого раунду від Лос-Анджелес Лейкерс в обмін на Чарлі Скотта.[24] 13 жовтня 1977, Атланта Гокс придбав драфт-пік першого раунду від Нью-Орлінс Джаз в обмін на Джо Мерівезерп.[25] Перед тим Лейкерс придбали драфт-піки першого раунду 1977, 1978 і 1979 років, а також драфт-пік другого раунду 1980 року 5 серпня 1976, від Джаз в обмін на драфт-пік першого раунду 1978 року і драфт-пік другого раунду 1977 року. Обмін оформлено як компенсацію, коли Джаз підписали Гейла Гудріча 19 липня 1976.[26] Селтікс використали цей драфт-пік, щоб вибрати Фрімена Вільямса. Гокс використали цей драфт-пік, щоб вибрати Джека Гівенса.
- g  3 жовтня 1977, Нью-Орлінс Джаз придбав драфт-пік першого раунду від Голден-Стейт Ворріорс як компенсацію за підписання І Сі Коулмена як вільного агента.[27] Джаз використали цей драфт-пік, щоб вибрати Джеймса Гарді.
- h  13 січня 1977, Мілвокі Бакс придбав Роуленда Гарретта, драфт-піки першого раунду 1977 і 1978 років від Клівленд Кавальєрс в обмін на Елмора Сміта і Гарі Брокоу.[28] Бакс використали цей драфт-пік, щоб вибрати Джорджа Джонсона.
- i  1 червня 1978, Клівленд Кавальєрс придбали 15-й пік від Мілвокі Бакс в обмін на драфт-пік першого раунду 1979 року.[29] Кавальєрс використали цей драфт-пік, щоб вибрати Майка Мітчелла.
- j  У день драфту, Денвер Наггетс придбав 17-й пік від Сіетл Суперсонікс в обмін на Тома Лагарде.[30] Наггетс використали цей драфт-пік, щоб вибрати Рода Гріффіна.
- k  11 жовтня 1977, Вашингтон Буллетс придбав драфт-пік першого раунду від Денвер Наггетс в обмін на Бо Елліса.[31] Буллетс використали цей драфт-пік, щоб вибрати Дейва Корзіна.
- l  У день драфту, Денвер Наггетс придбали 21-ше право вибору від Філадельфія Севенті-Сіксерс в обмін на драфт-пік першого раунду 1984 року.[32][33] Наггетс використали цей драфт-пік, щоб вибрати Майка Еванса.
- m  7 червня 1978, Голден-Стейт Ворріорс придбали 22-ге право вибору від Портленд Трейл-Блейзерс в обмін на драфт-пік першого раунду 1981 року.[34] Ворріорз використали цей драфт-пік, щоб вибрати Реймонда Таунсенда.

## Нотатки
^ 1: Хоча Ларрі Берд і був Джуніором, він автоматично мав право на участь у драфті, оскільки вже пройшло чотири роки як він закінчив середню школу.